# رابرت میدلتون
رابرت میدلتون (انگلیسی: Robert Middleton؛ ۱۳ مارس ۱۹۱۱ – ۱۴ ژوئن ۱۹۷۷) هنرپیشه اهل ایالات متحده آمریکا بود. او به خاطر هیکل بزرگ، ابروهای سوسک مانند و صدای عمیق و پررونق  شهرت داشت.

## فیلم‌شناسی
از فیلم‌هایی که وی در آن نقش داشته است، می‌توان به ترغیب دوستانه و کشتی را ترک نکن اشاره کرد.